# Шолен, Джилл
Джилл Мэри Шолен (англ. Jill Marie Schoelen) — американская актриса, «королева крика».

## Карьера
Джилл Шолен сыграла одну из главных ролей в телевизионном семейном фильме «Дети в стране игрушек», съёмки которого проходили в Европе, вместе с Дрю Бэрримор и Киану Ривзом. Фильм транслировался в 1986 на канале NBC.
Актриса получила статус королевы крика, играя главные роли в таких хоррорах, как «Леденящий» (1985), «Отчим» (1987), «Сокращая класс» (1988), «Призрак Оперы» (1989), «Попкорн» (1991) и «Когда звонит незнакомец 2» (1993). В последнем актёрская игра Шолен была хорошо оценена журналом Variety.
Могла сыграть Дженнифер в фильме «Назад в будущее».

## Личная жизнь
Во время съёмок «Детей в стране игрушек» Шолен встречалась с Киану Ривзом.
В 1989 актриса три месяца встречалась с Брэдом Питтом.
В 1993 г. Вышла замуж за композитора Энтони Маринелли и ушла из кинематографа, посвятив себя воспитанию двоих сыновей.

## Фильмография
| Год  |    | Русское название                    | Оригинальное название        | Роль           |
| ---- | -- | ----------------------------------- | ---------------------------- | -------------- |
| 1982 | с  | Маленький домик в прериях           | Little House on the Prairie  | Джейн Кэнфилд  |
| 1983 | ф  | Вашингтонское такси                 | D.C. Cab                     | Клодетт        |
| 1984 | ф  | Сексуальные движения                | Hot Moves                    | Джули Энн      |
| 1985 | тф | Леденящий                           | Chiller                      | Стэйси Крайтон |
| 1985 | ф  | Это было тогда... Это есть и сейчас | That Was Then... This Is Now | Анджела Шепард |
| 1985 | ф  | Аллея грома                         | Thunder Alley                | Бет            |
| 1986 | тф | Дети в стране игрушек               | Babes in Toyland             | Мэри Контрери  |
| 1987 | ф  | Отчим                               | The Stepfather               | Стэфани Мэйн   |
| 1988 | ф  | Сокращая класс                      | Cutting Class                | Пола Карсон    |
| 1989 | ф  | Призрак Оперы                       | The Phantom of the Opera     | Кристина Дэй   |
| 1991 | ф  | Попкорн                             | Popcorn                      | Мэгги Батлер   |
| 1991 | ф  | Богатая девчонка                    | Rich Girl                    | Кортни         |
| 1992 | ф  | Операция «Слежка»                   | Adventures in Spying         | Джули Конверс  |
| 1993 | ф  | Когда звонит незнакомец 2           | When A Stranger Calls Back   | Джулия Дженц   |
| 1994 | с  | Диагноз: Убийство                   | Diagnosis: Murder            | Беки Гарфилд   |
| 1994 | ф  | Моя красотка                        | There Goes My Baby           | Бабетта        |